# Piotr Socha (grafik)

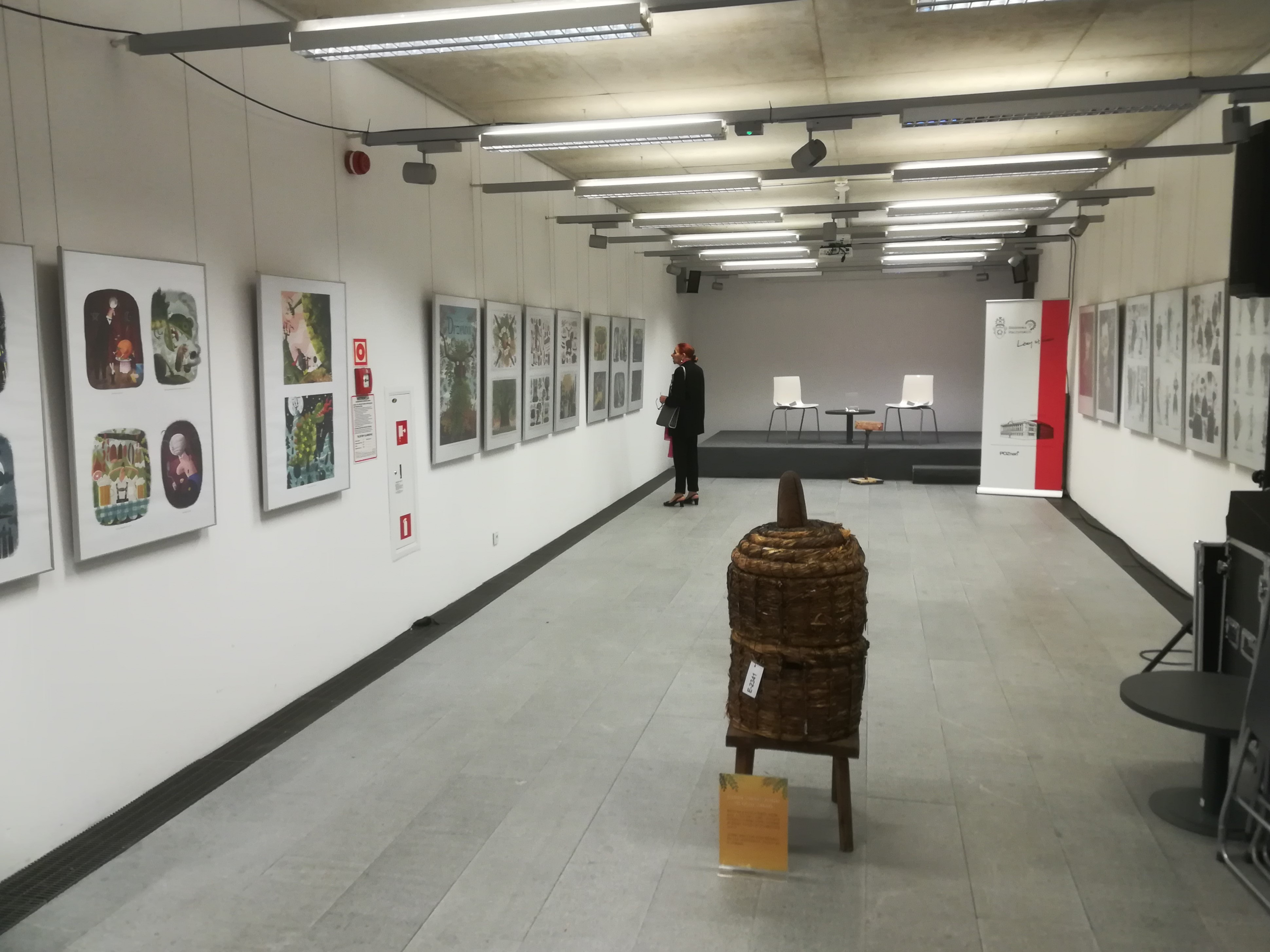
Wystawa Piotra Sochy w Bibliotece Raczyńskich w Poznaniu w 2019

Piotr Socha (ur. 13 listopada 1966) – polski grafik, projektant, ilustrator.

## Życiorys
W 1992 ukończył studia na Akademii Sztuk Pięknych w Warszawie, na Wydziale Grafiki w Pracowni Ilustracji Książkowej prof. Janusza Stannego.
Współpracował jako ilustrator z redakcjami m.in. Gazety Wyborczej, Wysokich Obcasów, Dużego Formatu, Polityki, Newsweeka, Przekroju, Playboya, Harward Business Review.
Współpracował również z programem TVP1 dla którego zaprojektował w 1999 roku wspólnie ze studiem animacji Platige Image nową oprawę graficzną, w tym czołówki Wiadomości i Teleexpressu oraz dla festiwali piosenki w Sopocie i Opolu.
Oprócz ilustracji prasowej zajmuje się również projektowaniem książek, gier planszowych, audiobooków i logotypów.

## Nagrody i wyróżnienia
- 1999 – Dyrektor Artystyczny Roku w konkursie Złote Orły
- 1999 – Złoty Orzeł za nową oprawę graficzną TVP1 (wraz z Platige Image)
- 2007 – laureat nagrody Soligatto za najpiękniejszą książkę wydaną we Włoszech, przyznaną przez bibliotekę w mieście Pieve di Soligo
- 2011 – laureat I miejsca w konkursie na ilustrację legend wawelskich ogłoszony przez Zamek Królewski na Wawelu
- 2011 – 6. miejsce w rankingu 12 najlepszych polskich ilustratorów prasowych ogłoszonym przez miesięcznik Press